# Stajkowo (województwo zachodniopomorskie)
Stajkowo (niem.: Krausenkathen) – osada w Polsce położona w województwie zachodniopomorskim, w powiecie białogardzkim, w gminie Białogard. W latach 1975–1998 osada należała do województwa koszalińskiego. W roku 2007 osada liczyła 55 mieszkańców. Osada wchodzi w skład sołectwa Białogórzyno.

## Geografia
Osada leży ok. 2 km na północny zachód od Białogórzyna, między Nosówkiem i Białogórzynem.

## Przyroda
W okolicy można zaobserwować liczne, okazałe mrowiska. Występują również np. łabędź niemy, krzyżówka, daniel, dzik, jeleń.

## Komunikacja
W osadzie znajduje się przystanek komunikacji autobusowej, najbliższa stacja kolejowa znajduje się w Nosówku (500 m).